# 土睦村
土睦村（つちむつむら）とは、千葉県長生郡にかつて存在した村である。
村名は睦沢町立土睦小学校などにその名をとどめる。現在でも睦沢町の中心地となっている。

## 地理
- 現在の睦沢町の東部に位置している。
- 村域は山がちな地形である。

## 歴史
村名は11村（十一村）が合併して成立したことに由来する。

### 沿革
- 1889年（明治22年）4月1日 - 町村制施行により、下之郷村、上之郷村、大谷木村、北山田村、北山田寺崎新田、上市場村、寺崎村、岩井村、川島村、小滝村、河須ヶ谷村が合併し長柄郡土睦村が発足。
- 1897年（明治30年）4月1日 - 長柄郡は上埴生郡と合併し長生郡が発足。長生郡土睦村となる。
- 1955年（昭和30年）7月20日 - 土睦村は長南町の一部（森・長楽寺）と夷隅郡瑞沢村とともに合併し睦沢村が発足。土睦村は消滅。

変遷表
| 1868年 以前 | 1868年 以前    | 明治22年 4月1日 | 明治30年 4月1日 | 明治30年 4月1日 | 昭和30年 7月20日 | 昭和58年 4月1日 | 現在   |
| ----------- | -------------- | --------------- | --------------- | --------------- | ---------------- | --------------- | ------ |
|             | 下之郷村       | 土睦村          | 長生郡 発足     | 土睦村          | 睦沢村           | 町制            | 睦沢町 |
|             | 上之郷村       | 土睦村          | 長生郡 発足     | 土睦村          | 睦沢村           | 町制            | 睦沢町 |
|             | 大谷木村       | 土睦村          | 長生郡 発足     | 土睦村          | 睦沢村           | 町制            | 睦沢町 |
|             | 北山田村       | 土睦村          | 長生郡 発足     | 土睦村          | 睦沢村           | 町制            | 睦沢町 |
|             | 北山田寺崎新田 | 土睦村          | 長生郡 発足     | 土睦村          | 睦沢村           | 町制            | 睦沢町 |
|             | 上市場村       | 土睦村          | 長生郡 発足     | 土睦村          | 睦沢村           | 町制            | 睦沢町 |
|             | 寺崎村         | 土睦村          | 長生郡 発足     | 土睦村          | 睦沢村           | 町制            | 睦沢町 |
|             | 岩井村         | 土睦村          | 長生郡 発足     | 土睦村          | 睦沢村           | 町制            | 睦沢町 |
|             | 川島村         | 土睦村          | 長生郡 発足     | 土睦村          | 睦沢村           | 町制            | 睦沢町 |
|             | 小滝村         | 土睦村          | 長生郡 発足     | 土睦村          | 睦沢村           | 町制            | 睦沢町 |
|             | 河須ケ谷村     | 土睦村          | 長生郡 発足     | 土睦村          | 睦沢村           | 町制            | 睦沢町 |

## 人口・世帯

### 人口
総数 [単位： 人]
| 1891年（明治24年） | 5,342 |
| 1930年（昭和 5年） | 4,770 |
| 1950年（昭和25年） | 6,090 |

### 世帯
総数 [単位： 世帯]
| 1930年（昭和 5年） | 914   |
| 1950年（昭和25年） | 1,052 |